# 章學誠
章學誠（1738年—1801年）。字實齋，號少巖，浙江會稽（今浙江紹興）人，清代史學家、思想家。

## 生平
學誠幼資椎魯，體弱多病，日僅誦百餘言，好深思，隆冬盛夏读书常至午夜不倦。十四歲，随父至湖北，二十歲以後學業大進，好读史部之书。然而科舉不順，曾七應鄉試，乾隆三十年，第三次鄉試落榜，拜翰林院編修朱筠為師，朱筠告以“科举非君所长，不能学亦不足学”，筠藏书甚丰，得以纵览群籍。又得與邵晉涵、周永年、任大椿、洪亮吉、汪輝祖、黃景仁等交遊。乾隆三十九年第六次應浙江鄉試落第。乾隆四十二年（1777年）修《永清县志》，是年秋天鄉試中舉，乾隆四十三年（1778年）中進士。乾隆四十六年，至河南谋事，归途遇盗，携带所撰文稿荡然无存，日後寫作必存副稿。曾官國子監典籍，主講定州定武、保定蓮池、歸德文正等書院。乾隆五十三年（1788年），经周震荣介绍，入湖廣總督畢沅幕府，協助編纂《續資治通鑒》等書，畢沅待之甚厚。五十五年，毕沅再邀为《湖北通志》总纂。嘉庆五年（1800年），贫病交迫，双目失明。次年十一月卒。葬山阴芳坞。

## 家族
父章镳是乾隆七年（1742年）進士，官湖北应城知县。

## 著作
章學誠一生精力都用于講學、著述和編修方志。所著《文史通義》，與唐劉知幾的《史通》幷稱史學理論名著。曾編纂《史籍考》，擬盡收古今史部書叙目凡例，總目達三百二十五卷，但書未完成，稿亦散失。所修方志，傳世有和州、亳州、永清三志。曾主修《湖北通志》，現存遺稿數十篇。

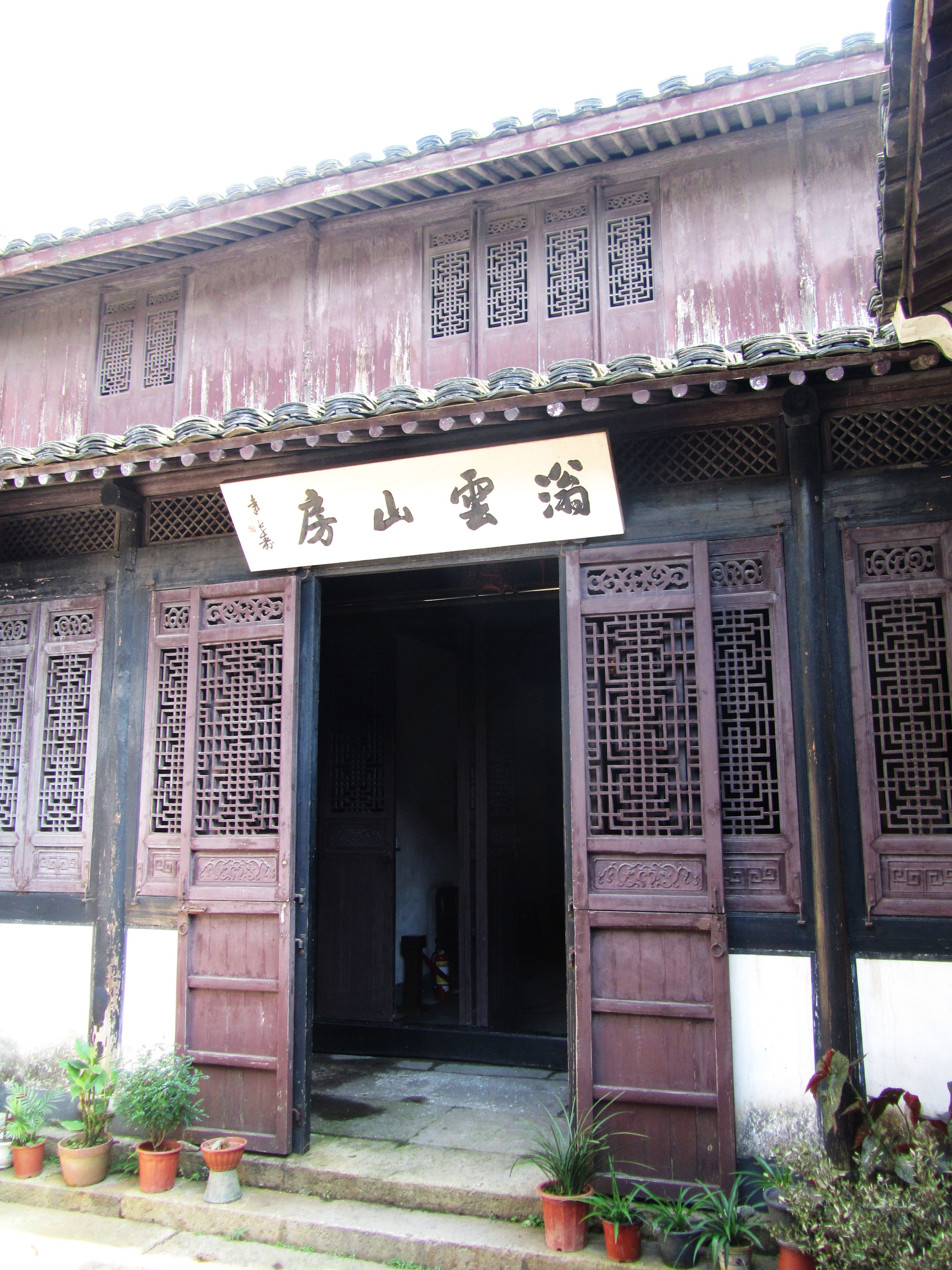
章学诚晚年于绍兴所居之滃云山房

章學誠一生頗自負，不與劉知幾並稱，他说：“郑樵有史识而未有史学，曾巩具史学而不具史法，刘知几得史法而不得史意，此余《文史通义》所为作也。”又在家書中說：“吾於史學，蓋有天授。自信發凡起例，多為後世開山。而人乃擬吾於劉知幾。”他主張“學為實事，而非為空言”，其見解“頗乖人好惡”，生前沒沒無聞，窮困潦倒。一直到死後，名字被人誤寫為“張學誠”，或“章石齋”。1920年，胡適受了日本學者內藤湖南出版的《章實齋先生年譜》的刺激，兩年後以後出版了一本《章實齋先生年譜》，他表示︰“最可使我們慚愧的，是第一次作《章學誠年譜》的乃是一位外國學者。”
章學誠提出“道（理） 寓于器（事物）”命題，認爲“道”是客觀事物之規律，“求道”應根據對事物的實際考察。所提出“六經皆史”之說，主張治經以考證史料和發揮義理相結合，將治經引向治史，反映其解脫舊經學傳統束縛學術趨向。論文注重內容，反對擬古和形式的傾向，批判了當時桐城派的流弊。其學說至清末始爲人重視。1922年有《章氏遺書》刊行。仓修良称章为“浙东学派”的“殿军”。
章学诚相貌不佳，臉上有斑點、耳背，多少有點自卑，使得他的言論極具攻擊性。例如汪中曾批评礼教对女性的约束，章学诚便说汪氏“黑白不分”。章学诚還批評袁枚“好色”，專收女弟子。

## 評價
- 梁啟超在《清代學術概論》中稱：“學誠不屑于考證之學，與正統派異。書中創見類此者不可悉數，實為晚清學者開拓心胸，非直史家之杰而已。”
- 钱基博對章學誠推崇备至，著《文史通义解题及其读法》，以发扬章学。
- 錢穆在《中國史學名著》表揚章氏：“他不站在史學立場來講史學，而是站在整個的學術史立場來講史學，這是我們應該特別注意的。也等於章實齋講文學，他也並不是站在文學立場來講文學，而是站在一個更大的學術立場來講文學。這是章實齋之眼光卓特處。”
- 余英時認為：“劉知幾決非章實齋之比。《史通》所能及的問題，始終未能邁出撰史體裁的範疇。”

## 延伸阅读
[在维基数据编辑]
 在维基文库阅读此作者作品（ 在维基共享资源阅览影像）
 《清史稿·卷485》，出自趙爾巽《清史稿》
- 余英時：《論戴震與章學誠》（香港：龍門書店，1976，增訂版台北東大，1996）。
- 山口久和著，王標譯：《章學誠的知識論——以考証學批判為中心》（上海：上海古籍出版社，2006）。
- David S. Nivision著，楊立華譯：《章學誠的生平及其思想》（南京：江蘇人民出版社，2008）。
- 吳震：〈章學誠是“近代”意義上的“學者”嗎──評山口久和《章學誠的知識論》 （页面存档备份，存于）〉。
- 范慰曾：《章實齋年譜》
- 吳天任：1979年，《章實齋的史學》，臺北：商務印書館。
- 杜維運：1991年，《清代史學與史家》，臺北：東大圖書。
- 逯耀東：1996年，〈《史記》列傳及其與本紀的關係〉，《國立臺灣大學歷史學報》，第二十期。
- 楊志遠：1995年，〈章學誠的史論及其影響〉，《吳鳳學報》。